# Barbara Contini
Barbara Contini (Milano, 22 settembre 1961) è una politica e funzionaria italiana, senatrice dal 2008 al 2013.

## Biografia
Laureata con lode in Scienze politiche e Lingua giapponese all'Università di Napoli "L'Orientale", si è specializzata in peacekeeping e negoziazioni internazionali.

### In Iraq
Nel 2003 è stata nominata dalla Coalition Provisional Authority (CPA), l'autorità provvisoria di occupazione della coalizione anglo-americana nella guerra in Iraq, responsabile delle infrastrutture e della ricostruzione a Bassora in Iraq. L'anno successivo l'ambasciatore statunitense in Iraq Paul Bremer la nomina a capo dell'amministrazione civile del Governatorato di Dhi Qar, comprendente 20 città tra cui il capoluogo Nasiriyya, in cui erano stanziate le truppe italiane sotto comando inglese. In tale ruolo avvia un dialogo con Aus Al Kharfaji, luogotenente delle milizie sciite di Moqtada al-Sadr..
Dall'autunno 2004 al dicembre 2005 Contini è inviata speciale della Presidenza del Consiglio dal governo Berlusconi III in Darfur, nonostante sia formalmente inquadrata al Ministero degli Esteri solo come "esperto esterno di cooperazione"; quindi nel 2006 è responsabile dell'International management group (Img), un organismo internazionale finanziato anche dalla Farnesina. Contini agisce di fatto sul campo come mediatrice, incontrando delegati dei ribelli del Movimento per la Liberazione del Sudan e presentandosi ai negoziati tra governo e ribelli ad Abuja in Nigeria.

### Il conflitto a fuoco
Il 13 gennaio 2005 il convoglio di cui faceva parte è stata coinvolto in uno scontro a fuoco, probabilmente con militari dell'esercito sudanese; i militari italiani di scorta (Fucilieri di Marina del Battaglione San Marco), rispondendo al fuoco, uccisero quattro aggressori.

### Carriera politica
Rientrata in Italia, nel 2007 Contini viene nominata da Silvio Berlusconi responsabile di Azzurri nel mondo, il movimento politico internazionale di Forza Italia.
Alle elezioni politiche del 2008 è capolista per il Popolo della Libertà al Senato nella regione Campania, risultando quindi eletta senatrice.
Nel luglio 2010 aderisce al neonato gruppo parlamentare di Futuro e Libertà per l'Italia (decima senatrice, necessaria alla costituzione del gruppo parlamentare).
Durante la legislatura ha presentato come prima firmataria più disegni di legge, fra l'altro per l'istituzione di un Dipartimento per la sicurezza dei cittadini italiani all'estero presso l'Agenzia informazioni e sicurezza esterna (servizi segreti), e per l'istituzione dell'Agenzia Nazionale per la promozione e la protezione dei diritti umani e la tutela dei diritti delle persone detenute o private della libertà personale. A inizio 2013 passa al gruppo misto, poche settimane prima di concludere la propria esperienza parlamentare al termine della legislatura.
Dal 2009 al 2016 è Presidente dell'Alleanza degli Ospedali Italiani nel Mondo.

### Altri incarichi e posizioni
Nel gennaio 2015 collabora con la ricostruzione storica delle guerre italiane dopo la seconda guerra mondiale attraverso un'intervista sulla battaglia dei ponti di Nasiriyya e della crisi del maggio 2004 con il mensile di storia BBC History Magazine.
Dal dicembre 2015 al 2019 è membro del direttivo della Società Italiana di Storia Militare (SIMS).
Dal 2016 al 2020 è stata Vice Segretario Generale di Croce Rossa Italiana e direttore delle Operazioni della nuova associazione, dal 2018 al 2020 è stata anche Delegata ai Corpi Ausiliari.
Il 31 maggio 2023 viene nominata consigliera di amministrazione di Fincantieri.

## Onorificenze
Tra 2004 e 2010 riceve onorificenze tra le quali il Commendatorato del Presidente della Repubblica, l'Ambrogino d'oro, e la Medaglia d’oro al valore della Giunta Regione Lombardia.